# Gronausaurus
Gronausaurus là một chi thằn lằn cổ rắn, được Hampe mô tả khoa học năm 2013.